# 100-talet f.Kr. (decennium)

## Händelser
- 104-103 f.Kr. - Andra slavkriget, misslyckat uppror på Sicilien gentemot den Romerska republiken.

## Födda
- 109 f.Kr. - Spartacus, slav och upprorsmakare.
- 108 f.Kr. - Catilina, romersk politiker.
- 3 januari 106 f.Kr. - Cicero, romersk talare, författare och politiker.
- 29 september 106 f.Kr. - Pompejus, romersk fältherre och statsman.
- 102 f.Kr. - Quintus Tullius Cicero, romersk statsman och författare.
- 13 juli 100 f.Kr. - Julius Caesar, romersk militär och statsman.
- 100 f.Kr. - Titus Labienus, romersk officer.

## Avlidna
- 104 f.Kr. - Jugurtha, numidisk kung.
- 102 f.Kr. - Gajus Lucilius, romersk skald.
- 101 f.Kr. - Kleopatra III, egyptisk drottning.